# 330836 Orius
330836 Orius é um corpo menor do sistema solar que é classificado como um centauro. Ele possui uma magnitude absoluta de 9,9 e tem um diâmetro estimado de cerca de 46 km.

## Descoberta e nomeação
330836 Orius foi descoberto no dia 25 de abril de 2009 pelos astrônomos K. Cernis e I. Eglitis. Ele recebeu seu nome em referência a Orius, um centauro da mitologia grega, que vivia nas montanhas, foi morto por Héracles, quando ele tentou roubar o vinho de Folo.

## Órbita
A órbita de 330836 Orius tem uma excentricidade de 0,421 e possui um semieixo maior de 21,512 UA. O seu periélio leva o mesmo a uma distância de 12,463 UA em relação ao Sol e seu afélio a 30,562 UA.